# Thời kỳ Cấp tiến
Thời kỳ Cấp tiến (tiếng Ý: Periodo radicale) là giai đoạn diễn ra sự thay đổi phong cách kiến trúc thiết kế kiểu Ý giữa những nhà thiết kế tiên phong vào cuối thập niên 1960. Có lẽ kết quả đáng nổi bật nhất của thời kỳ này là tác phẩm sắp đặt mang tên "Superarchitettura" được làm tại Pistoia vào năm 1966. Một triển lãm quan trọng khác dành riêng cho kiểu thiết kế cấp tiến ở Ý được tổ chức tại Bảo tàng Nghệ thuật Đương đại (MoMA) năm 1972 mang tên Ý: Cảnh quan nội địa mới.
Phong trào thiết kế cấp tiến quy tụ nhiều gương mặt lớn trong giới nghệ sĩ, nhà thiết kế và kiến trúc sư đến từ Firenze, Torino, Napoli, Milano gồm:
- Archizoom, Superstudio, UFO, 9999, Zziggurat (Firenze)
- LIBIDARCH, Studio 65, Ceretti-Derossi-Rosso, Piero Gatti-Cesare Paolini-Franco Teodoro. Còn có thêm các nghệ sĩ như Piero Gilardi, Guido Drocco, Franco Mello (Torino)
- Riccardo Dalisi (Napoli)
- Gruppo Cavart: Piero Brombin và Michele De Lucchi (Padua)
- Gaetano Pesce
- Ugo La Pietra (Milano)

Một studio quan trọng khác đặt tại Milano gọi là "STUDIODADA". Các thành viên của STUDIODADA bao gồm: Ada Alberti, Dario Ferrari, Maurizio Maggi, Patrizio Corno, Marco Piva và Paolo Francesco Piva. Các chuyên gia khác của thời kỳ đó là: David Palterer, Tomo Ara, Battista Luraschi, Bepi Maggiori, Alberto Benelli, Pino Calzana, v.v...
Thiết kết Cấp tiến đã có ảnh hưởng đến Studio Alchimia và nhóm Memphis.
Ngoài ra, một phong trào gọi là "Chủ nghĩa hậu hiện đại" hay "Chủ nghĩa tân hiện đại" dưới sự dẫn dắt của Alessandro Mendini, người chủ quản các bài bình luận như "Casabella", "Modo" và "Domus" từ năm 1980 đến năm 1985. Chủ nghĩa hậu hiện đại của Mendini đã truyền cảm hứng cho các buổi triển lãm như "L'interno oltre la forma dell'utile" (Không gian nội thất sau hình thức hữu dụng) đều được tổ chức tại Triennale di Milano vào năm 1980.